# کارمن چاپلین
کارمن چاپلین (انگلیسی: Carmen Chaplin؛ زادهٔ ۱ ژانویه ۱۹۷۷) یک هنرپیشه و کارگردان بریتانیایی و فرانسوی است. وی دختر مایکل چاپلین، نوهٔ دختریِ چارلی چاپلین و نوهٔ بزرگ نمایشنامه‌نویس یوجین اونیل است. بازی در فیلمی از ویم وندرس در سال ۱۹۹۱ اولین کار وی بود.
او در ۲۷ ژوئیه ۱۹۷۷ در لندن متولد، و در فرانسه و اسپانیا بزرگ شده‌است.
کارمن چاپلین از جمله در فیلم‌های فصل دلخواه من (۱۹۹۳)، سابرینا (۱۹۹۵)، بوسه مار (۱۹۹۷) به ایفای نقش پرداخته‌است.